# Edouard du Closuel
Edouard Léopold Barbat du Closel (ur. 11 marca 1842 w Saint Loup, zm. 25 grudnia 1898 w Hyères) – francuski urzędnik konsularny.

## Życiorys
Pochodził z rodziny szlacheckiej z rodowodem od 1540. Syn Clauda Théodora Barbata du Closel, inspektora generalnego Drukarni Francuskiej, oraz Félicté de David de Perdreauville. Pełnił funkcje we francuskiej służbie zagranicznej, był m.in. kierownikiem konsulatu w Bombaju (1869), francuskim konsulem we Wrocławiu (1887–1888) i w Gdańsku (1888–1898).
Został wyróżniony Legią Honorową (1886).